# Armenia tại Thế vận hội
Armenia tham gia Thế vận hội lần đầu với tư cách một nước độc lập vào năm 1994, và đã liên tục gửi các vận động viên (VĐV) tới tranh tài tại tất cả các Thế vận hội Mùa hè và Thế vận hội Mùa đông kể từ đó.
Trước đây, các VĐV người Armenia tham dự Olympic theo đoàn Liên Xô từ 1952 tới 1988, và sau khi Liên Xô tan rã, Armenia là một phần của Đội tuyển Thống nhất năm 1992.
Các VĐV Armenia đã giành tổng cộng 14 huy chương môn đấu vật, cử tạ và quyền Anh.
Ủy ban Olympic quốc gia của Armenia được thành lập năm 1990 công nhận bởi Ủy ban Olympic Quốc tế năm 1993.

## Bảng huy chương
| Thế vận hội         | Số VĐV                                                | Vàng                                                  | Bạc                                                   | Đồng                                                  | Tổng số                                               | Xếp thứ                                               |
| 1952–1988           | tham dự như một phần của Liên Xô (URS)                | tham dự như một phần của Liên Xô (URS)                | tham dự như một phần của Liên Xô (URS)                | tham dự như một phần của Liên Xô (URS)                | tham dự như một phần của Liên Xô (URS)                | tham dự như một phần của Liên Xô (URS)                |
| Barcelona 1992      | tham dự như một phần của Đoàn thể thao hợp nhất (EUN) | tham dự như một phần của Đoàn thể thao hợp nhất (EUN) | tham dự như một phần của Đoàn thể thao hợp nhất (EUN) | tham dự như một phần của Đoàn thể thao hợp nhất (EUN) | tham dự như một phần của Đoàn thể thao hợp nhất (EUN) | tham dự như một phần của Đoàn thể thao hợp nhất (EUN) |
| Atlanta 1996        | 32                                                    | 1                                                     | 1                                                     | 0                                                     | 2                                                     | 45                                                    |
| Sydney 2000         | 25                                                    | 0                                                     | 0                                                     | 1                                                     | 1                                                     | 71                                                    |
| Athens 2004         | 18                                                    | 0                                                     | 0                                                     | 0                                                     | 0                                                     | –                                                     |
| Bắc Kinh 2008       | 25                                                    | 0                                                     | 1                                                     | 4                                                     | 5                                                     | 62                                                    |
| Luân Đôn 2012       | 25                                                    | 0                                                     | 1                                                     | 1                                                     | 2                                                     | 60                                                    |
| Rio de Janeiro 2016 | 33                                                    | 1                                                     | 3                                                     | 0                                                     | 4                                                     | 42                                                    |
| Tokyo 2020          | chưa diễn ra                                          | chưa diễn ra                                          | chưa diễn ra                                          | chưa diễn ra                                          | chưa diễn ra                                          | chưa diễn ra                                          |
| Tổng số             | Tổng số                                               | 2                                                     | 6                                                     | 6                                                     | 14                                                    | 86                                                    |

| Thế vận hội              | Số VĐV                                                | Vàng                                                  | Bạc                                                   | Đồng                                                  | Tổng số                                               | Xếp thứ                                               |
| 1952–1988                | tham dự như một phần của Liên Xô (URS)                | tham dự như một phần của Liên Xô (URS)                | tham dự như một phần của Liên Xô (URS)                | tham dự như một phần của Liên Xô (URS)                | tham dự như một phần của Liên Xô (URS)                | tham dự như một phần của Liên Xô (URS)                |
| Albertville 1992         | tham dự như một phần của Đoàn thể thao hợp nhất (EUN) | tham dự như một phần của Đoàn thể thao hợp nhất (EUN) | tham dự như một phần của Đoàn thể thao hợp nhất (EUN) | tham dự như một phần của Đoàn thể thao hợp nhất (EUN) | tham dự như một phần của Đoàn thể thao hợp nhất (EUN) | tham dự như một phần của Đoàn thể thao hợp nhất (EUN) |
| Lillehammer 1994         | 2                                                     | 0                                                     | 0                                                     | 0                                                     | 0                                                     | –                                                     |
| Nagano 1998              | 7                                                     | 0                                                     | 0                                                     | 0                                                     | 0                                                     | –                                                     |
| Thành phố Salt Lake 2002 | 9                                                     | 0                                                     | 0                                                     | 0                                                     | 0                                                     | –                                                     |
| Torino 2006              | 5                                                     | 0                                                     | 0                                                     | 0                                                     | 0                                                     | –                                                     |
| Vancouver 2010           | 4                                                     | 0                                                     | 0                                                     | 0                                                     | 0                                                     | –                                                     |
| Sochi 2014               | 4                                                     | 0                                                     | 0                                                     | 0                                                     | 0                                                     | –                                                     |
| Pyeongchang 2018         | 3                                                     | 0                                                     | 0                                                     | 0                                                     | 0                                                     | –                                                     |
| Bắc Kinh 2022            | chưa diễn ra                                          | chưa diễn ra                                          | chưa diễn ra                                          | chưa diễn ra                                          | chưa diễn ra                                          | chưa diễn ra                                          |
| Tổng số                  | Tổng số                                               | 0                                                     | 0                                                     | 0                                                     | 0                                                     | –                                                     |

### Huy chương theo môn
| Môn thi đấu        | Vàng | Bạc | Đồng | Tổng số |
| ------------------ | ---- | --- | ---- | ------- |
| Đấu vật            | 2    | 3   | 3    | 8       |
| Cử tạ              | 0    | 3   | 2    | 5       |
| Quyền Anh          | 0    | 0   | 1    | 1       |
| Tổng số (3 đơn vị) | 2    | 6   | 6    | 14      |

## Các VĐV giành huy chương
| Huy chương | Tên                   | Thế vận hội         | Môn       | Nội dung               |
| ---------- | --------------------- | ------------------- | --------- | ---------------------- |
| Vàng       | Armen Nazaryan        | Atlanta 1996        | Đấu vật   | Vật cổ điển nam 52 kg  |
| Bạc        | Armen Mkrtchyan       | Atlanta 1996        | Đấu vật   | Vật tự do nam 48 kg    |
| Đồng       | Arsen Melikyan        | Sydney 2000         | Cử tạ     | Nam 77 kg              |
| Bạc        | Tigran V. Martirosyan | Bắc Kinh 2008       | Cử tạ     | Nam 85 kg              |
| Đồng       | Hrachik Javakhyan     | Bắc Kinh 2008       | Quyền Anh | Hạng nhẹ nam           |
| Đồng       | Gevorg Davtyan        | Bắc Kinh 2008       | Cử tạ     | Nam 77 kg              |
| Đồng       | Roman Amoyan          | Bắc Kinh 2008       | Đấu vật   | Vật cổ điển nam 55 kg  |
| Đồng       | Yuri Patrikeyev       | Bắc Kinh 2008       | Đấu vật   | Vật cổ điển nam 120 kg |
| Bạc        | Arsen Julfalakyan     | Luân Đôn 2012       | Đấu vật   | Vật cổ điển nam 74 kg  |
| Đồng       | Artur Aleksanyan      | Luân Đôn 2012       | Đấu vật   | Vật cổ điển nam 96 kg  |
| Vàng       | Artur Aleksanyan      | Rio de Janeiro 2016 | Đấu vật   | Vật cổ điển nam 98 kg  |
| Bạc        | Simon Martirosyan     | Rio de Janeiro 2016 | Cử tạ     | Nam 105 kg             |
| Bạc        | Migran Arutyunyan     | Rio de Janeiro 2016 | Đấu vật   | Vật cổ điển nam 66 kg  |
| Bạc        | Gor Minasyan (cử tạ)  | Rio de Janeiro 2016 | Cử tạ     | Nam +105 kg            |

## Các VĐV cầm cờ
| Thế vận hội         | VĐV              | Môn thi đấu        |
| ------------------- | ---------------- | ------------------ |
| Atlanta 1996        | Aghvan Grigoryan | Cử tạ              |
| Sydney 2000         | Haykaz Galstyan  | Đấu vật            |
| Athens 2004         | Albert Azaryan   | Thể dục nghệ thuật |
| Bắc Kinh 2008       | Albert Azaryan   | Thể dục nghệ thuật |
| Luân Đôn 2012       | Arman Yeremyan   | Taekwondo          |
| Rio de Janeiro 2016 | Vahan Mkhitaryan | Bơi lội            |

| Thế vận hội              | VĐV                | Môn thi đấu           |
| ------------------------ | ------------------ | --------------------- |
| Lillehammer 1994         | Arsen Harutyunyan  | Trượt tuyết đổ đèo    |
| Nagano 1998              | Alla Mikayelyan    | Trượt tuyết băng đồng |
| Thành phố Salt Lake 2002 | Arsen Harutyunyan  | Trượt tuyết đổ đèo    |
| Torino 2006              | Vazgen Azrojan     | Trượt băng nghệ thuật |
| Vancouver 2010           | Arsen Nersisyan    | Trượt tuyết đổ đèo    |
| Sochi 2014               | Sergey Mikayelyan  | Trượt tuyết băng đồng |
| Pyeongchang 2018         | Mikayel Mikayelyan | Trượt tuyết băng đồng |